# 教区博物馆 (米兰)
米兰教区博物馆（意大利语：Museo Diocesano di Milano）是意大利米兰的一座艺术博物馆，收藏宗教艺术的永久收藏品，尤其是来自米兰和伦巴第大区的。
1931年，伊尔德丰索·舒斯特（Ildefonso Schuster）提出建立博物馆的最初设想，作为一种手段，以保护和促进天主教米兰总教区的艺术收藏。在保祿六世的支持下，博物馆最终在圣欧斯托焦圣殿（Basilica di Sant'Eustorgio）后面的原道明会总部成立。2001年，卡洛·玛丽亚·马蒂尼（Carlo Maria Martini）为位于提契尼门（Porta Ticinese）的现有场地揭幕。